# シャヴィト2
シャヴィト2（ヘブライ語: 2 שביט）はイスラエル初の観測ロケット。1961年7月5日に気象学の研究目的で打上げられた 。
ロケットに関する全ての詳細は未だ機密扱いである。ロケットは2段式固体燃料ロケットで、製造はラファエル・アーマメント・ディベロップメント・オーソリティー。重量は250kgで全長3.75m。ロケットの最高到達高度は80km。